# KABOOM!
KABOOM! – pierwszy album studyjny amerykańskiego zespołu I Fight Dragons, wydany 24 października 2011 roku przez wytwórnię Photo Finish Records. Album w całości jest dostępny do pobrania za darmo na oficjalnie stronie zespołu. W ramach dodatku wydano kompilację dem, które nie pojawiły się na albumie, zatytułowaną DEMOlition (Demos That Didn't Make KABOOM!).

## Lista utworów
1. "Fanfare" - 0:30
2. "KABOOM!" - 3:16
3. "Save World Get Girl" - 2:47
4. "cRaZie$" - 2:59
5. "Gloria" (Interlude) - 0:53
6. "My Way" - 3:27
7. "With You" (feat. Kina Grannis) - 3:48
8. "Fight for You" - 3:03
9. "The Geeks Will Inherit the Earth" - 3:08
10. "Disaster Hearts" - 3:30
11. "Don't You?" - 3:45
12. "Working" - 3:03
13. "Before I Wake" - 3:57
14. "Suburban Doxology" - 3:55

DEMOlition (Demos That Didn't Make KABOOM!)
1. "Move" - 3:19
2. "San Francisco" - 2:20
3. "Circles" - 3:35
4. "Angels or Demons?" - 3:24
5. "Once Upon a Time" - 2:52
6. "Silver Bullet" - 3:09
7. "Save Me from the Dance Floor" - 2:43
8. "Anthem" - 3:20
9. "Night and Day" - 3:32
10. "After the Fall" - 2:56
11. "The Achilles Complex (Explode!)" - 3:05
12. "Impractical Machine" - 4:09